# Vračević
Vračević (Servisch cyrillisch: Врачевић) is een plaats in de Servische gemeente Lajkovac. De plaats telt 1019 inwoners (2002).